# Interneurone
In istologia del sistema nervoso, si definisce interneurone (neurone di relay, neurone associativo) un neurone non sensitivo e non motorio.

## Collocazione
Gli interneuroni, all'interno di un circuito neurale, costituiscono tutte le tappe, tranne quella iniziale (neurone sensitivo) e quella finale (neurone motorio); vanno a costituire la quasi totalità del sistema nervoso centrale (oltre a essere presenti nel sistema nervoso enterico), e di esso forniscono quasi tutte le potenzialità computative. Spesso vi è una grande confusione tra questi e la classificazione del Golgi: poiché essi rimangono all'interno delle strutture di pertinenza talora vengono assimilati ai neuroni di tipo II del Golgi. Questo però non tiene conto che molti interneuroni posseggono assoni anche piuttosto lunghi ed apprezzabili macroscopicamente, perciò è improprio sostenere la completa equivalenza tra interneurone (concetto funzionale) e classificazione del Golgi (classificazione istologica).